# Aeropuerto de Seletar
El Aeropuerto de Seletar  (en chino: 实里达机场; en inglés: Seletar Airport; en malayo: Lapangan Terbang Seletar; en tamil: செலட்டர் வான்முகம்) (IATA: XSP, ICAO: WSSL) es un aeropuerto civil ubicado en Seletar, en la región noreste del país asiático de Singapur, que es administrado por el grupo Aeropuerto Changi. Originalmente, el aeropuerto se completó en 1928 como una estación de vuelo de la Real Fuerza Aérea (RAF Seletar) y también fue el primer aeropuerto internacional de Singapur.
Se presentó una propuesta para ampliar su pista de aterrizaje de 2.000 metros (6.600 pies), de manera quefuese capaz de recibir al Boeing 737 utilizado por muchas aerolíneas de bajo coste. Sin embargo, después de consideraciones por parte del Gobierno de Singapur y el CAAS, se decidió construir una Terminal en el aeropuerto Changi de Singapur en su lugar.